# See-Saw
See-Saw é uma dupla japonesa (antigamente um trio) de J-Pop de Tóquio. Atualmente é formado por Chiaki Ishikawa (voz) e Yuki Kajiura; a terceira artista Yukiko Nishioka, deixou o grupo em 1994 para seguir carreira solo de escritora. O grupo se desfez em 1995, mas retornou em 2001.
Várias das canções da dupla foram usadas como temas de aberturta e encerramento de diversos animes, como .hack//SIGN, .hack//Liminality, Noir Mobile Suit Gundam SEED, Mobile Suit Gundam SEED Destiny.

## Discografia

### Álbuns
- I Have a Dream (26 de setembro de 1993)
- See-Saw (26 de outubro de 1994)
- Early Best (21 de fevereiro de 2003) (coletânea)
- Dream Field (21 de fevereiro de 2003)

### Singles
- SWIMMER (25 de julho de 1993)
- Kirai ni Naritai (キライになりたい) (23 de setembro de 1993)
- Chao Tokyo (24 de março de, 1994)
- Suhada ~No Make~ (素肌 ～ノーメイク～) (1 de agosto de 1994)
- Slender Chameleon (スレンダーカメレオン, Surendaa Kamereon) (24 de setembro de 1994)
- Mata Aeru Kara (また会えるから, Porque Nós Podemos Nos Encontrar de Novo) (1 de fewvereiro de 1995)
- Obsession / Yasashii Yoake (Obsession / 優しい夜明け) (22 de maio de 2002) #45
- edge / Tasogare no Umi (edge / 黄昏の海) (24 de julho de 2002) #30
- Anna ni Issho Datta no ni (あんなに一緒だったのに, Nós Fomos Tão Próximos Juntos) (23 de outubro de 2002) #5
- Kimi ga Ita Monogatari / Emerald Green (君がいた物語) (22 de janeiro de 2003) #18
- Kimi wa Boku ni Niteiru (君は僕に似ている) (3 de agosto de 2005) #4

### Coletâneas de vários artistas
- Girls' Kitchen (dezembro de 1993)
- ILLUMINATED J’s SOUND I (2 de fevereiro de 1994)
- GiRL POP Sengen! (GiRL POP宣言！) (Março de 1994)
- Snow Kiss …Ing I (Novembro de 1994)
- Snow Kiss …Ing II (Novembro de 1994)
- ROOM, Volume 1: Ima Nara Mō Ichido Hanashitai (ROOM vol.1 今ならもう一度話したい) (17 de março de 1995)
- ILLUMINATED J’S SOUND II (25 de março de 1995)
- Victor Anime Song Collection I (24 de março de 2005)
- Victor Anime Song Collection II (24 de março 2005)